# Onthophagus yubarinus
Onthophagus yubarinus là một loài bọ cánh cứng trong họ Bọ hung (Scarabaeidae).